# スカラー曲率
リーマン幾何学におけるスカラー曲率（すからーきょくりつ、英: Scalar curvature）またはリッチスカラー（英: Ricci scalar）は、リーマン多様体の最も単純な曲率不変量である。リーマン多様体の各点に、その近傍における多様体の内在的な形状から定まる単一の実数を対応させる。
2次元においては、スカラー曲率はリーマン多様体の曲率を完全に特徴付ける。しかし、次元が3以上の場合は、曲率の決定にはさらに情報が必要である。詳しい議論はリーマン多様体の曲率(en) を参照。
スカラー曲率はしばしば S (その他の表記としてSc, R)と表され、計量テンソル g に関するリッチ曲率 Ric のトレース
{\displaystyle S={\mbox{tr}}_{g}\,\operatorname {Ric} }
として定義される。リッチテンソルは (0,2)-型テンソルであり、トレースをとるためには最初の添字を上げて (1,1)-型テンソルとしなければならないから、このトレースは計量の取り方に依存する。局所座標系を用いて
{\displaystyle S=g^{ij}R_{ij}}
と書き表すことができる。ただし
{\displaystyle \operatorname {Ric} =R_{ij}\,dx^{i}\otimes dx^{j}}
である。座標系と計量テンソルが与えられたとき、スカラー曲率は
{\displaystyle S=g^{ab}(\Gamma _{ab,c}^{c}-\Gamma _{ac,b}^{c}+\Gamma _{ab}^{c}\Gamma _{cd}^{d}-\Gamma _{ac}^{d}\Gamma _{bd}^{c})}
のように表示できる。ここで Γabc は計量のクリストッフェル記号である。
任意のアフィン接続に対して自然に定義されるリーマン曲率テンソルやリッチテンソルとは異なり、スカラー曲率は（その定義がまさに計量と不可分な方法で与えられたことを思えば）完全にリーマン幾何学の領域に特有の概念であることが分かる。

## 直接的な幾何学表現
ある点でのスカラー曲率が正であるとき、その点の小さな球の体積はユークリッド空間での同じ半径の球の体積より小さい。一方で、スカラー曲率が負である点では、その点の小さな球の体積はユークリッド空間での場合と比べて大きい。
これをもっと定量的に表すことができる。n次元リーマン多様体{\displaystyle (M,g)}の点pでの正確なスカラー曲率をSとする。すなわち、多様体のユークリッド空間に対する半径εの球のn次元体積の比は次で与えられる。
{\displaystyle {\frac {\operatorname {Vol} (B_{\varepsilon }(p)\subset M)}{\operatorname {Vol} (B_{\varepsilon }(0)\subset {\mathbb {R} }^{n})}}=1-{\frac {S}{6(n+2)}}\varepsilon ^{2}+O(\varepsilon ^{4}).}
それゆえ、この比の二階微分は、半径ε = 0で評価すると正確に負のスカラー曲率を3(n + 2)で割った量となる。
(n-1)次元の半径{\displaystyle \epsilon }の表面について、面積は次の方程式を満たす。
{\displaystyle {\frac {\operatorname {Area} (\partial B_{\varepsilon }(p)\subset M)}{\operatorname {Area} (\partial B_{\varepsilon }(0)\subset {\mathbb {R} }^{n})}}=1-{\frac {S}{6n}}\varepsilon ^{2}+O(\varepsilon ^{4}).}

## 2次元について
2次元ではスカラー曲率はガウス曲率のちょうど二倍となる。
{\displaystyle S={\frac {2}{\rho _{1}\rho _{2}}}}
ここで{\displaystyle \rho _{1},\,\rho _{2}}は表面の主曲率である。例として半径rの球面のスカラー曲率は{\displaystyle 2/r^{2}\,}に等しい。もっと一般的に、半径rのn次元表面のスカラー曲率は:{\displaystyle n(n-1)/r^{2}\,}となる。
2次元のリーマンテンソルは1つの独立変数のみを持ち、それはスカラー曲率と計量を用いて表すことが出来る。任意の座標系でその1つは次のようになる。
{\displaystyle 2R_{1212}\,=S\det(g_{ij})=S[g_{11}g_{22}-(g_{12})^{2}].}

## 慣習的な表記について
テンソルの添字の表記を用いる中で、文字のRを3つの別のものに対して用いることが一般的である。
1. リーマン曲率テンソル: {\displaystyle R_{ijk}^{l}} or {\displaystyle R_{abcd}}
2. リッチテンソル: {\displaystyle R_{ij}}
3. スカラー曲率: R

これら3つの量は添字の数により区別する。リーマンテンソルは4つの添字を持ち、リッチテンソルは2つの添字、リッチスカラーは添字を持たない。それはつまりRという文字を用いる量が全てリーマンテンソルではないことである。